# Poppy (satelita)

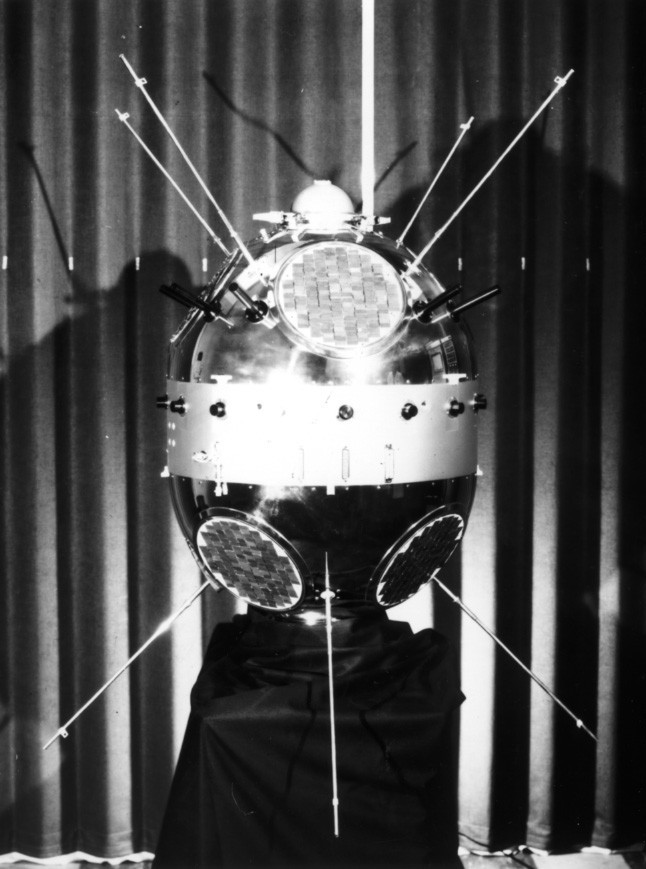
Satelita Poppy drugiej generacji

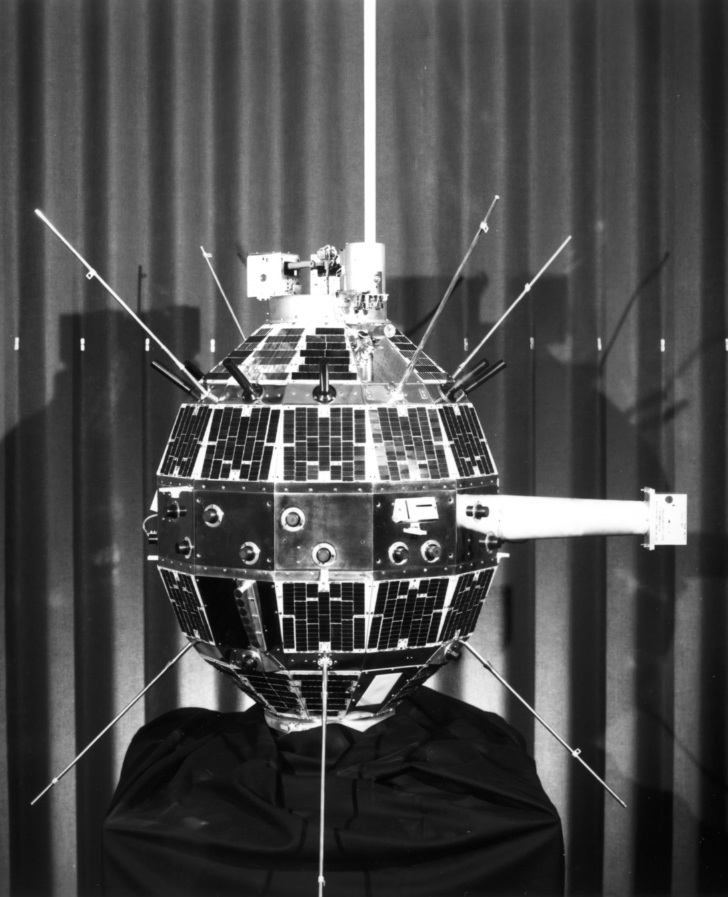
Satelita Poppy trzeciej generacji

Poppy (satelita) – nazwa serii amerykańskich satelitów wywiadowczych używanych przez Narodowe Biuro Rozpoznania (NRO) w celu dostarczania informacji uzyskanych w wyniku wywiadu elektronicznego (ang. ELINT – Electronic Intelligence). Satelity te były bezpośrednimi następcami serii GRAB – pierwszych amerykańskich satelitów wywiadu elektronicznego, i podobnie jak poprzednicy zbierały dane o parametrach pracy radzieckich radarów obrony powietrznej i antybalistycznej. Satelity Poppy często przenosiły cywilne eksperymenty badawcze i oficjalnie nosiły ich nazwy, co miało posłużyć zakamuflowaniu ich prawdziwej misji. Program Poppy został odtajniony w 2005 roku. Satelity zaprojektowało i zbudowało Naval Research Laboratory.

## Starty
Łącznie odbyło się 7 startów rakiet z trzema generacjami satelitów Poppy w latach: 1962–1971. Starty te miały miejsce z kosmodromu Vandenberg, a jako rakiety nośne posłużyły Thor Agena D i Thorad Agena D. Podczas jednego startu wynoszono na orbitę od dwóch do czterech satelitów Poppy oraz prawie zawsze dodatkowo satelity należące do innych programów. Wszystkie operacje umieszczenia satelitów na orbicie powiodły się, jednak podczas dwóch pierwszych startów (w 1962 i 1963 roku), w wyniku awarii członu Agena D, satelity weszły na silnie wydłużone orbity o krótkiej żywotności. Średni czas pracy satelitów Poppy wynosił 34 miesiące.
1. 13 grudnia 1962 04:07 UTC (POPPY 1)
- Poppy 1A (NRL-PL 120)
- Poppy 1B (NRL-PL 121)

2. 15 czerwca 1963 14:29 UTC
- Poppy 2A (NRL-PL 110, Solrad 6A, Solrad 6)
- Poppy 2B (NRL-PL 112)
- Poppy 2C (NRL-PL 130, RADOSE, Dosimeter)

3. 11 stycznia 1964 20:07 UTC
- Poppy 3A (NRL-PL 124, Solrad 7A)
- Poppy 3B (NRL-PL 135)
- Poppy 3C (NRL-PL 134, GGSE 1)

4. 9 marca 1965 18:29:47 UTC
- Poppy 4A (NRL-PL 141, Solrad 7B)
- Poppy 4B (NRL-PL 142)
- Poppy 4C (NRL-PL 143, GGSE 2)
- Poppy 4D (NRL-PL 144, GGSE 3)

5. 31 maja 1967 09:30:48 UTC
- Poppy 5A (NRL-PL 151)
- Poppy 5B (NRL-PL 152, GGSE 4)
- Poppy 5C (NRL-PL 153)
- Poppy 5D (NRL-PL 154, GGSE 5)

6. 30 września 1969 13:40 UTC
- Poppy 6A (NRL-PL 161)
- Poppy 6B (NRL-PL 162)
- Poppy 6C (NRL-PL 163)
- Poppy 6D (NRL-PL 164)

7. 14 grudnia 1971 12:13 UTC
- Poppy 7A (NRL-PL 171)
- Poppy 7B (NRL-PL 172)
- Poppy 7C (NRL-PL 173)
- Poppy 7D (NRL-PL 174)

## Budowa
Satelity Poppy pierwszej generacji opierały się na konstrukcji kulistych satelitów GRAB o średnicy 51 cm, którą wydłużono poprzez wstawienie w części centralnej cylindrycznej sekcji, w wyniku czego długość satelity wzrosła do 61 cm. Satelity drugiej generacji miały podobną budowę, jednak były większe – średnica wynosiła 61, a długość 81 cm. Satelity trzeciej generacji były jeszcze większe (średnica 68 cm, długość 89 cm) i niemal całkowicie były pokryte panelami baterii słonecznych.